# Давуди, Парвиз
Парвиз Давуди (перс. پرويز داوودي‎; 5 февраля 1952, Тегеран — 18 апреля 2024, Тегеран) — иранский государственный деятель, первый вице-президент Ирана с 11 сентября 2005 по 17 июля 2009 года. Кроме того, Давуди преподавал экономику в одном из тегеранских университетов. Имел степень доктора экономических наук. Несмотря на то, что президент Ахмадинежад являлся ультраконсервативным политиком, Парвиз Давуди считался сторонником либеральных рыночных реформ (впрочем, противоречия между консерватизмом и либеральной экономикой не существует). 
Умер 18 апреля 2024 года в Тегеране в возрасте 72 лет.